# Ferrovia Palermo-Catania
La ferrovia Palermo-Catania è la più lunga linea ferroviaria elettrificata della Sicilia, con 241 km di estensione, e attraversa le quattro province di Palermo, Caltanissetta, Enna e Catania.
La linea unisce il versante tirrenico dell'isola al versante ionico, e collega le due maggiori città della Sicilia, assicurando il loro collegamento con le città di Caltanissetta (o Agrigento, dalle diramazioni di Lercara e Caltanissetta Xirbi), Enna, Ragusa e Siracusa.
La ferrovia ha tratte in comune con le linee Palermo-Agrigento, Catania-Agrigento, Palermo-Messina e Messina-Siracusa.

## Storia

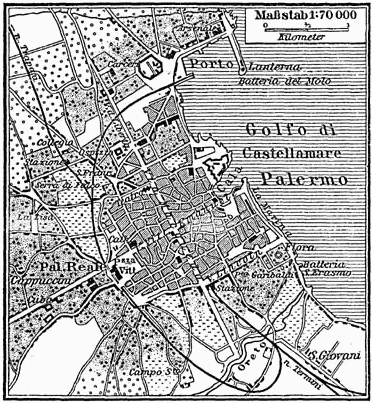
Mappa di Palermo del 1888 con la stazione centrale e le due linee diramate per Trapani e Catania/Agrigento

La ferrovia Palermo-Catania, la cui costruzione iniziata dalla Società Vittorio Emanuele venne proseguita e terminata dalla Società per le strade ferrate della Sicilia, detta anche Rete Sicula, all'inizio, non venne concepita come una linea progettata per unire le due maggiori città dell'isola ma nacque dall'unione postuma (cosa del resto comune a molte altre linee italiane) di due lunghe tratte delle linee Palermo-Roccapalumba-Lercara-Girgenti-Porto Empedocle e Catania-Santa Caterina Xirbi-Canicattì-Licata concepite per uso e scopi differenti.

La tratta da Palermo a Roccapalumba venne costruita specificatamente per il trasporto dei minerali di zolfo del grande bacino minerario di Lercara verso i porti più vicini e cioè quelli di Termini Imerese e di Palermo e nella prospettiva di un suo prolungamento fino a Porto Empedocle.
La tratta da Catania verso l'interno nacque per scopi analoghi, ovvero raggiungere i bacini zolfiferi di Valguarnera Caropepe, Assoro e Leonforte della Provincia di Enna e attrarre verso il Porto di Catania anche lo zolfo e i minerali dell'area di Villarosa e Caltanissetta, acquisendo nel contempo anche le produzioni agricole della Piana di Catania.
Furono queste le reali motivazioni per cui si arrivò alla scelta di un tracciato che si manteneva lontano dai centri abitati per la quasi totalità del percorso e soprattutto lo allungava notevolmente tra le due stazioni terminali.
Il primo tratto, da Palermo a Bagheria di poco più di 13 km venne inaugurato il 28 aprile del 1863 e l'anno dopo la ferrovia raggiunse Trabia (altri 18 km). Tuttavia si dovette attendere il 1866 per l'apertura dei 5 km fino a Termini Imerese. Dato che il bacino zolfifero di Lercara si trovava a ridosso della vallata del fiume Torto si scelse proprio tale valle per inoltrarvi la costruzione della linea ferrata; Il 1º aprile del 1869 iniziarono le aperture delle varie tratte e la ferrovia raggiunse Roccapalumba nell'estate del 1870. La Stazione di Roccapalumba-Alia venne costruita a ridosso del letto del fiume e in seguito diverrà di diramazione delle linee per Catania e per Porto Empedocle.
Intanto nel 1869 era stato aperto al traffico, sul versante opposto, il primo tratto tra Catania e Bicocca; entro la metà del 1870 era già attivo il tratto, fino alla Stazione di Dittaino e di Pirato (la stazione di Leonforte), che interessava agli industriali dello zolfo per l'altro, esteso, bacino minerario di Grottacalda e Floristella e delle altre decine di miniere dell'ennese. In seguito, i lavori si estesero verso Enna e Santa Caterina Xirbi, raggiunte nell'estate del 1876, anch'esse interessate dalla ferrovia soprattutto per l'importanza delle attività estrattive delle miniere di zolfo dei bacini della Sicilia centrale.
Il 15 dicembre del 1876 intanto veniva inaugurata la restante tratta Roccapalumba-Porto Empedocle che collegava così anche i bacini minerari del nisseno al porto di Porto Empedocle e di produzione agricola al capoluogo isolano. A questo punto anche se per la via più lunga Palermo e Catania erano collegate via ferrovia ma il lunghissimo percorso passante per Aragona Caldare era sempre preferibile ad una estenuante corsa in diligenza della durata di parecchi giorni.
| Tratta                                              | Inaugurazione     |
| --------------------------------------------------- | ----------------- |
| Palermo-Bagheria                                    | 28 aprile 1863    |
| Bagheria-Trabia                                     | 25 luglio 1864    |
| Trabia-Termini Imerese                              | 20 febbraio 1866  |
| Termini Imerese-Cerda                               | 1º aprile 1869    |
| Cerda-Sciara                                        | 6 giugno 1869     |
| Catania-Bicocca                                     | 1º luglio 1869    |
| Sciara-Montemaggiore Belsito                        | 15 settembre 1869 |
| Montemaggiore Belsito-Fiaccati                      | 16 febbraio 1870  |
| Bicocca-Catenanuova                                 | 15 maggio 1870    |
| Catenanuova-Raddusa                                 | 27 giugno 1870    |
| Fiaccati-Roccapalumba                               | 3 luglio 1870     |
| Raddusa-Leonforte Pirato                            | 15 agosto 1870    |
| Leonforte Pirato-Villarosa                          | 1º febbraio 1876  |
| Villarosa-Caltanissetta Xirbi                       | 1º marzo 1876     |
| Roccapalumba-Valledolmo                             | 5 giugno 1881     |
| Valledolmo-Marianopoli                              | 15 settembre 1881 |
| Caltanissetta Xirbi-gall. Marianopoli (imbocco est) | 20 dicembre 1881  |
| Galleria di Marianopoli                             | 1 agosto 1885     |

### Il collegamento via Xirbi
L'aumento del traffico rese sempre più pressante il realizzare un collegamento diretto tra Palermo e Santa Caterina Xirbi in quanto l'itinerario serviva ancora per il collegamento con Messina (dato che la linea "Tirrenica" tardava ad essere realizzata). La scelta del tracciato tuttavia non fu affatto facile; vennero prospettate varie alternative tra cui quella della valle dell'Imera superiore che abbreviava notevolmente il percorso (tale tracciato è stato poi scelto per il percorso dell'Autostrada A19). Vi furono discussioni e polemiche d'ogni tipo con intromissione di politicanti d'ogni genere che per scopi elettorali, si atteggiavano a paladini di soluzioni a volte interessate e il più delle volte irrazionali che interessavano alcuni comuni o certi gruppi di potere. Nel 1877 si arrivò ad un compromesso tecnico-politico e venne scelto l'attuale tracciato di Vallelunga, tra Xirbi e Roccapalumba, dove si innestava sulla già esistente Palermo-Porto Empedocle. Per la costruzione la linea, di circa 56 km, venne suddivisa in quattro tronchi ciascuno dei quali dato in appalto. I lavori si conclusero nel dicembre 1881, rimaneva ancora da completare tuttavia la lunga Galleria di Marianopoli di quasi 7 km, aperta all'esercizio solo il 1º agosto del 1885. Nel periodo tra il 1882 e il 1885 quindi la linea venne utilizzata con il trasbordo su diligenza, su una strada appositamente costruita, tra la stazione provvisoria di Mimiani-San Cataldo e la stazione di Marianopoli. 
Negli anni successivi vi fu lo sviluppo di tante tranvie e ferrovie minerarie afferenti e di ferrovie a scartamento ridotto come la Dittaino-Piazza Armerina, la Dittaino-Assoro-Leonforte, la tranvia a vapore Raddusa-miniere di Sant'Agostino e quelle attorno alla Stazione di Villarosa e del bacino di Lercara.

### Il secondo dopoguerra
La linea, per molto tempo trascurata, ha negli ultimi decenni subito il rinnovamento dell'armamento di linea con limitate rettifiche del raggio di alcune curve, l'elettrificazione a corrente continua a 3000 Volt (completata per la tratta da Roccapalumba a Caltanissetta Xirbi nei primi mesi del 1996) e l'installazione del blocco automatico a conta-assi e del CTC.
Nel 2013 la linea risultava fortemente sottoutilizzata, con la quasi completa soppressione del servizio diretto tra le città estreme ad eccezione di un servizio regionale veloce e l'istituzione del cambio treno a Roccapalumba. La velocità media si aggirava intorno ai 80–90 km/h; con picchi massimi (125 km/h) raggiunti su alcuni tratti tra Catenanuova e Bicocca e presso Bagheria (140 km/h).
L'imprevista e grave interruzione dell'autostrada A19 Palermo-Catania per cedimento di alcuni piloni costrinse il traffico veicolare a un lungo e tortuoso percorso alternativo; per porre rimedio, dal 3 maggio 2015 Trenitalia, in seguito ad accordi di programma con la Regione Siciliana e i principali comuni interessati operò la rimodulazione del servizio offerto programmando ulteriori 7 coppie di servizi viaggiatori giornalieri con treni Minuetto e una percorrenza di 2h 44'.

### Nuove prospettive di sviluppo
Nel mese di giugno 2021 iniziarono i primi lavori di raddoppio e rettifica di tracciato tra le stazioni di Bicocca e Catenanuova (primo tratto del progetto della nuova linea Palermo-Catania ad alta capacità). 
Nel mese di novembre 2021 fu aggiunta al servizio offerto una coppia giornaliera di Frecciabianca tra Palermo e Messina e viceversa (via Caltanissetta Xirbi e Catania). 
Il servizio tuttavia, date le condizioni di scarsa potenzialità della linea non permetteva alcun guadagno in termini di tempo per cui, sette mesi dopo, a causa della poca affluenza venne soppresso . 
Nel marzo 2023 la linea è stata chiusa tra Bicocca e Catenanuova per i lavori più impegnativi del tracciato e i treni sostituiti da autocorse tra Catania Centrale e Dittaino e proseguimento in treno verso Palermo, Caltanissetta o Agrigento. I lavori di raddoppio e rettifica di tracciato tra le stazioni di Bicocca e Catenanuova dovrebbero concludersi a metà 2025.

## Caratteristiche

### Il tracciato

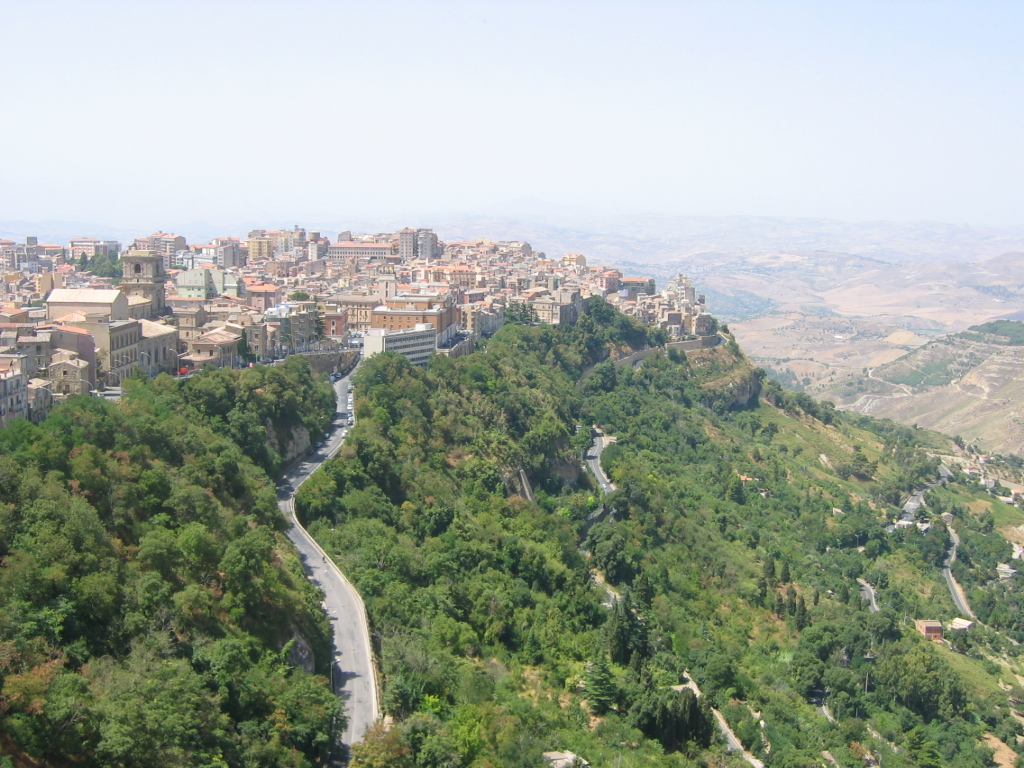
Enna, il punto più alto raggiunto dalla linea

La Palermo-Catania è una linea ferroviaria dalle caratteristiche difficili data l'orografia delle aree attraversate. A causa della scelta non del tutto felice del tracciato lungo il suo percorso è costretta a valicare aspre catene montuose e attraversare terreni instabili. Il tratto iniziale, da Palermo, è comune alle tre direttrici di Messina, Catania ed Agrigento; dopo un tratto costiero abbastanza veloce e a doppio binario, passata Termini Imerese, nella stazione di Fiumetorto (che prende nome proprio dal fiume Torto) inizia il semplice binario che si inoltra nella vallata del fiume fino alla stazione di Roccapalumba-Alia. Poco dopo si raggiunge il posto di movimento Lercara Diramazione; qui si dirama per Agrigento e per Caltanissetta Xirbi e Catania sempre seguendo il percorso del fiume fino alla stazione di Valledolmo. Una serie di monti di oltre 700 metri viene attraversata mediante la galleria Magazzinazzo, lunga 2.238 m, raggiungendo Vallelunga e Marianopoli; da qui la linea si inoltra nella lunga galleria omonima di 6.478 m, passando sotto Monte Mimiani, e dopo circa 7 km sbocca nella vallata del fiume Salito che segue scendendo fino alla quota di 289 m. della stazione di Mimiani-San Cataldo risalendo poi fino a raggiungere la Stazione di Caltanissetta Xirbi. 
Qui la linea si dirama nuovamente: invertendo il senso di marcia si raggiunge la Stazione di Caltanissetta Centrale (e proseguendo, Canicattì, Licata e Gela o Agrigento). La linea ridiscende poi fra curve a controcurve fino al viadotto sul fiume Imera Meridionale e ne risale immettendosi attraverso una galleria, di nome Portella, nella vallata del fiume Morello, raggiungendo la Stazione di Villarosa. Da qui inizia una durissima rampa del 28 per mille, per giungere alla Stazione di Enna, subito dopo lo sbocco della galleria Misericordia di 1.424 m, all'interno della quale si raggiunge il punto più alto della linea con il valico della catena montuosa degli Erei. Da qui la linea inizia una lunga e ripida discesa, fino alla stazione di Pirato e prosegue nella discesa, sempre meno ripida, che la porterà fino alla Stazione di Dittaino, un tempo di scambio con le ferrovie per Leonforte e per Piazza Armerina e Caltagirone.
Da qui la linea si inoltra nella Piana di Catania e non se ne distacca più percorrendola con anse e giravolte e scavalcando più volte il fiume Dittaino di cui segue praticamente il corso raggiungendo la stazione di Catenanuova-Centuripe, la prima realmente vicina ad un centro abitato dopo quella di Termini Imerese. La linea prosegue lungo il fiume Dittaino, tra gli agrumeti, poi comincia a discostarsene scavalcando il fiume Simeto con un ponte in ferro a doppio traliccio dopo il quale entra nella Stazione di Motta Sant'Anastasia, un tempo di diramazione per Regalbuto. Sempre correndo tra gli agrumeti giunge infine alla Stazione di Catania Bicocca dove si innesta sulla linea per Messina e Siracusa terminando nella Stazione di Catania Centrale.

### Le infrastrutture
Trattandosi di linea "importante" venne dotata di infrastrutture di un certo rilievo atte a consentire il traffico con le locomotive a vapore che abbisognavano, data la lunghezza e il tracciato con forti pendenze di consistenti rifornimenti d'acqua. Sin dall'inizio vennero quindi dotate di rifornitori di acqua e carbone e locomotiva di riserva e spinta, le stazioni di Roccapalumba-Alia, Santa Caterina Xirbi, Villarosa, Enna e Pirato, in quanto poste in prossimità di tratte a forte pendenza e alcune, come Roccapalumba-Alia ed Enna anche di rimessa locomotive coperta e dormitorio per il personale.
In seguito alla dieselizzazione della linea dalla metà degli anni settanta l'importanza di questi impianti è diminuita fino a scomparire con la trasformazione della linea a trazione elettrica a 3000 volt a corrente continua, attuata nella metà degli anni ottanta. Data la poca consistenza del traffico viaggiatori intermedio, notevole agli inizi del Novecento (ma di terza classe), costituito precipuamente di zolfatari e contadini o braccianti molte stazioni intermedie furono costruite e rimasero poco più di case cantoniere con un raddoppio di binario per consentire gli incroci o le precedenze. Vere stazioni con una certa pretesa di eleganza e ricercatezza architettonica lo furono solo quella di Enna e le due terminali, mentre anche quelle più importanti e di diramazione mantennero un'impostazione classica e spartana dell'edificio che fu a due elevazioni solo in alcuni casi come a Roccapalumba-Alia, a Santa Caterina Xirbi, a Villarosa, a Pirato, a Dittaino.
La linea venne costruita a semplice binario per tutto il suo percorso. Per il ricovero e l'accudienza delle locomotive vennero impiegati i tre depositi locomotive di Palermo, Caltanissetta Centrale e Catania. Le stazioni principali di fermata per tutte le categorie di treni furono: Stazione di Palermo Centrale, Stazione di Termini Imerese, Stazione di Roccapalumba-Alia, Stazione di Caltanissetta Xirbi, Stazione di Villarosa, Stazione di Enna, Stazione di Pirato, Stazione di Dittaino, Stazione di Catenanuova-Centuripe, Stazione di Motta Sant'Anastasia, Stazione di Bicocca, Stazione di Catania Centrale.
Agli inizi degli anni sessanta vennero attuati i primi ammodernamenti di alcune tratte particolarmente degradate con il rinnovamento dei binari utilizzando tuttavia rotaie da 46 kg/m usate che le Officine Ferroviarie di Pontassieve avevano ricondizionate saldandole in barre da 36 metri di lunghezza. Nello stesso periodo era già stato raddoppiato il tratto da Palermo a Fiumetorto ed elettrificato a corrente continua a 3000 Volt ed ampliato il piazzale e il fascio binari della stazione centrale di Catania.
Nei primi anni settanta vennero avviati i lavori di raddoppio anche del tratto Catania Acquicella-Catania Bicocca.
A partire dagli anni ottanta l'intera linea è stata oggetto di importanti ed ormai improrogabili lavori di rinnovo dell'armamento che è stato del tutto rinnovato con impiego di rotaie 50 UNI e traverse in cemento armato precompresso. Sono stati sostituiti i vecchi deviatoi con quelli per armamento pesante (60 UNI) rinforzati i ponti ed infine elettrificata per l'intera estensione a corrente continua a 3000 volt.

### Percorso
|  | Head station |

|  | Unknown route-map component "hKRZWae" |

| Unknown route-map component "CONT4+f" | Straight track |

| Unknown route-map component "ABZgl" + Unknown route-map component "BS2c2" | Unknown route-map component "ABZgr" + Unknown route-map component "BS2r" |

| Unknown route-map component "dSTR" | Unknown route-map component "dKDSTe" | Unknown route-map component "dSTR" |

| Unknown route-map component "BST2" | Unknown route-map component "STR+c3" |

| Unknown route-map component "STRc1" | Unknown route-map component "ABZg+4" |

|  | Station on track |

| (0+000) |
| 2+903   |

|  | Stop on track |

|  | Unknown route-map component "eHST" |

|  | Unknown route-map component "exCONTgq" | Unknown route-map component "eKRZu" | Unknown route-map component "exCONTfq" |

|  | Unknown route-map component "eHST" |

|  | Stop on track |

|  | Unknown route-map component "hKRZWae" |

|  | Station on track |

|  | Stop on track |

|  | Stop on track |

|  | Station on track |

|  | Stop on track |

|  | Stop on track |

|  | Station on track |

|  | Unknown route-map component "SKRZ-Au" |

|  | Unknown route-map component "hKRZWae" |

|  | Non-passenger station/depot on track |

|  |  | Unknown route-map component "ABZgl" | Unknown route-map component "CONTfq" |

|  | Unknown route-map component "hKRZWae" |

|  | Station on track |

|  | Non-passenger station/depot on track |

|  |  | Unknown route-map component "eABZgLl" | Unknown route-map component "exLCONTfq" |

|  | Unknown route-map component "eHST" |

|  | Station on track |

|  | Station on track |

|  | Unknown route-map component "exCONTgq" | Unknown route-map component "eABZgr" |  |

|  |  | Unknown route-map component "eABZg+Ll" | Unknown route-map component "exLCONTfq" |

|  | Non-passenger station/depot on track |

|  | Unknown route-map component "CONTgq" | Unknown route-map component "ABZgr" |  |

|  | Non-passenger station/depot on track |

|  | Stop on track |

|  | Enter and exit tunnel |

|  | Station on track |

|  | Station on track |

|  | Non-passenger station/depot on track |

|  | Enter and exit tunnel |

|  | Unknown route-map component "eDST" |

|  | Non-passenger station/depot on track |

|  | Enter and exit short tunnel |

|  | Unknown route-map component "CONTgq" | Unknown route-map component "ABZg+r" |  |

|  | Station on track |

|  | Non-passenger station/depot on track |

|  | Enter and exit tunnel |

|  | Station on track |

|  | Enter and exit short tunnel |

|  | Unknown route-map component "eDST" |

|  | Enter and exit tunnel |

|  | Station on track |

|  | Unknown route-map component "eDST" |

|  | Unknown route-map component "SKRZ-Au" |

|  | Enter and exit short tunnel |

|  | Station on track |

|  | Unknown route-map component "eBHF" |

|  | Unknown route-map component "SKRZ-Au" |

|  | Unknown route-map component "hKRZWae" |

| Unknown route-map component "exdCONTgq" | Unknown route-map component "exABZ+lr" | Unknown route-map component "eKRZu" | Unknown route-map component "exdCONTfq" |

| Unknown route-map component "exKBHFe" | Station on track |

|  | Non-passenger station/depot on track |

|  | Non-passenger station/depot on track |

|  | Unknown route-map component "SKRZ-Au" |

|  | Unknown route-map component "hKRZWae" |

|  | Non-passenger station/depot on track |

|  | Station on track |

|  | Unknown route-map component "SKRZ-Au" |

|  | Unknown route-map component "eBHF" |

|  | Non-passenger station/depot on track |

|  | Non-passenger station/depot on track |

|  | Unknown route-map component "eDST" |

|  | Unknown route-map component "eHST" |

|  | Unknown route-map component "hKRZWae" |

| Unknown route-map component "+d" | Unknown route-map component "eABZg+l" | Unknown route-map component "exdCONTfq" |

|  | Station on track |

|  | Non-passenger station/depot on track |

| Unknown route-map component "CONTgq" | Unknown route-map component "ABZg+r" |

|  | Station on track |

|  | Stop on track |

|  | Station on track |

|  | Enter and exit short tunnel |

|  | Unknown route-map component "BRK3" |

|  | Unknown route-map component "BRK3" |

| Unknown route-map component "ueKBHFa" | Unknown route-map component "BRK3" |

| Unknown route-map component "ueHST" | Station on track |

| Unknown route-map component "utSTRa" | Straight track |

| Unknown route-map component "c" | Unknown route-map component "utSTRl" | Unknown route-map component "mKRZt" | Unknown route-map component "ucCONTfq" |

|  | Continuation forward |

## Limiti del tracciato storico e potenziamenti previsti
Nonostante il fatto che, tra la fine degli anni ottanta e la metà degli anni novanta, nell'ambito del Programma Integrativo 1981 siano stati eseguiti importanti lavori, come il risanamento dell'infrastruttura (ormai ad uno stadio di eccessivo degrado) e l'elettrificazione, l'attuale tracciato della Palermo-Catania rimane tuttavia gravato dal peso dei suoi anni; risalendo al 1885, risente della artificiosa lunghezza del percorso, 241 km, retaggio del fatto che è la somma di due itinerari di progetto del tutto differenti; la difficile orografia ha inoltre fatto sì che l'estesa tratta centrale sia tortuosissima e con grado di prestazione molto penalizzante sia come massima velocità raggiungibile (80/85 km/h) che come tonnellaggio rimorchiabile. La soluzione a ciò è stata individuata nel riprogettarne interamente la parte centrale.
Il progetto preliminare, risalente ai primi anni novanta, al tempo dell'istituzione dell'ente FS, è caratterizzato dal tragitto Palermo-Castelbuono-Madonie-Monti Erei-Catenanuova-Catania, con lunghe sezioni in galleria per evitare le elevate pendenze e i terreni instabili della Sicilia centrale.
Nel mese di gennaio 2004 RFI presentò ai ministeri competenti un progetto preliminare di fattibilità, elaborato con due varianti di valico alternative tra loro: la nuova linea fu prevista con una lunghezza totale di 194 km (in luogo dei precedenti 241 km), utilizzando il tratto comune alla esistente ferrovia Palermo-Messina fino a poco prima della stazione di Castelbuono. Qui sarebbe iniziato il tratto interamente nuovo, in galleria e con un bivio munito di deviatoi a 100 km/h, per raggiungere Catenanuova con un tracciato interamente nuovo, con 15 gallerie (di cui 9 a doppio binario e 6 a doppia canna) per complessivi 60 km. Questo progetto è stato contestato dalla provincia di Enna in quanto il suo capoluogo non sarebbe stato raggiunto dalla nuova linea veloce.
Lo studio di fattibilità effettuato nel 2014 ha stabilito infine di realizzare un nuovo tracciato veloce principalmente a singolo binario che ricalcasse l'itinerario della linea storica, passando quindi per Lercara Diramazione, Caltanissetta Xirbi ed Enna (con la costruzione di una nuova stazione delocalizzata), al fine di rendere sostenibile l'intervento con un'attivazione per fasi e portare benefici anche alla tratta comune alla linea per Agrigento. In una seconda fase sono previsti ulteriori raddoppi del nuovo tracciato e velocizzazioni della linea storica nei tratti che resteranno in utilizzo come affiancamento per servizi locali della nuova linea. I progetti definitivi di tutti i lotti sono stati approvati e mandati in gara entro il 2022. L'inizio dei lavori è previsto nel 2023.
Per lotto Bicocca - Catenanuova di circa 38 km, per cui si era deciso da tempo di effettuare un raddoppio principalmente in affiancamento è stata aggiudicata nel 2017 la gara per la progettazione esecutiva e per la realizzazione dei lavori, pubblicata sulla Gazzetta Ufficiale dell'Unione Europea e sul portale acquisti di RFI per un importo a base d'asta di 220 milioni di euro. I lavori sono attualmente in corso ed il completamento è attualmente previsto nel 2025.

### Traffico

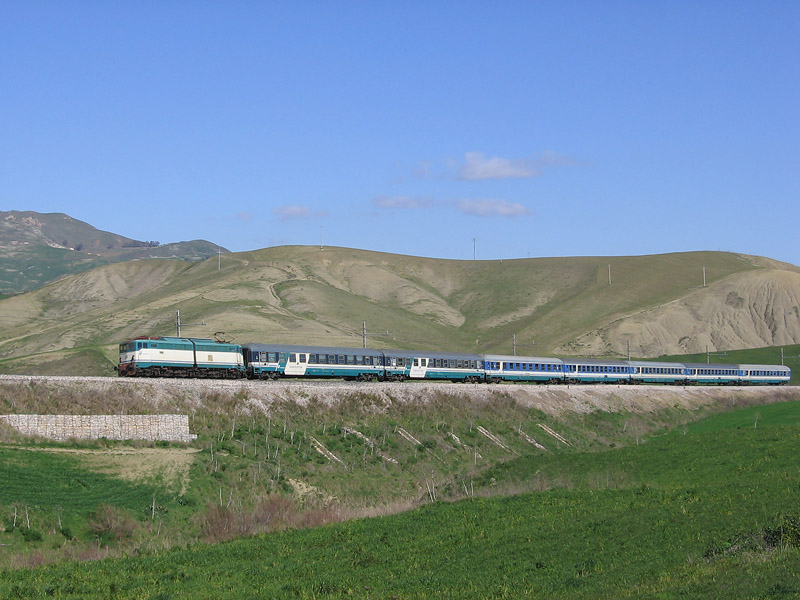
Freccia del Sud: la E.646.192 in testa all'espresso 823 presso Imera (CL).

La ferrovia è percorsa da treni regionali e regionali veloci provenienti da Palermo e Caltanissetta e diretti a Enna, Catania e Siracusa (o viceversa).
Dal 1953 al 2010 la linea era percorsa in parte anche dagli espressi a lunga percorrenza che collegavano le città di Agrigento, Caltanissetta, Enna, Catania e Siracusa con Milano e Roma e da due coppie di regionali provenienti da Agrigento e diretti a Catania, soppressi a metà degli anni 2010.
Il traffico merci ad oggi è ancora presente, seppur molto ridotto a causa del trasporto su strada.

## Sistemi di esercizio
A partire dagli anni novanta la linea è esercita a trazione elettrica a corrente continua a 3000 volt.
Per la circolazione dei treni all'inizio venne adottato il regime di consenso telegrafico in seguito sostituito da quello telefonico tra i dirigenti movimento delle stazioni del percorso. Negli anni trenta venne istituita anche sulla Palermo - Catania la Dirigenza unica suddividendo tuttavia la linea, troppo lunga e trafficata per essere gestita da un solo DU, in varie tratte con delle stazioni "porta" per l'immissione in quelle successive. Le sedi dei dirigenti unici furono: Caltanissetta Centrale per la tratta Fiumetorto - Xirbi e Catania Centrale per quella Xirbi - Motta, coadiuvati da alcune stazioni intermedie più importanti come Motta Sant'Anastasia, Gerbini, Catenanuova, Dittaino, Pirato, Enna, Villarosa, Caltanissetta Xirbi e Roccapalumba-Alia che erano presenziate da capostazione locale.
Alla fine degli anni settanta venne avviato un programma di automatizzazione delle stazioni allo scopo di trasformarne la ormai obsoleta dirigenza unica in CTC e Dirigente centrale operativo. L'attivazione progressiva delle tratte con il nuovo sistema portò negli anni ottanta all'attivazione per brevi periodi della circolazione con blocco telefonico e Dirigente Movimento.
Attualmente la linea è attrezzata a CTC, con blocco automatico a conta-assi, tra la stazione di Fiumetorto e quella di Bicocca con sede del Dirigente centrale operativo (DCO) a Caltanissetta. Le due tratte estreme tra Catania e Bicocca e tra Palermo e Fiumetorto invece fanno capo ai dirigenti centrali di Catania e Palermo.

## I rotabili della Palermo-Catania
Dato il suo andamento planimetrico e la sua importanza quale collegamento tra le due maggiori città dell'Isola la linea ha conosciuto mezzi di trazione importanti.

### L'esercizio a vapore
Sulla linea hanno circolato treni trainati da locomotive dei gruppi 740, le 480, 741, 743 e 744.

### La trazione diesel
A partire dagli anni trenta ai treni viaggiatori di materiale ordinario si sono affiancate, per i servizi ferroviari più prestigiosi e veloci, le automotrici come le ALn 556, le ALn 772, e nel dopoguerra per i treni rapidi le grandi e potenti ALn 990.
Nei primi anni settanta è iniziata la progressiva sostituzione delle automotrici più obsolete con le nuove ALn 668 delle serie 1500 e 1600 suddivise tra i depositi locomotive di Catania, Caltanissetta e Palermo, ma i treni a percorrenza maggiore come i direttissimi Palermo-Catania-Siracusa hanno continuato ad essere effettuati con le ALn 990 fino all'arrivo delle 668 del gruppo 1000.
Per i treni di materiale ordinario e merci iniziarono ad essere utilizzati i nuovi locomotori diesel-elettrici D.343 e D.443 con l'uso dei carri riscaldo per il riscaldamento a vapore delle carrozze viaggiatori in inverno indispensabile a causa delle percorrenze dell'interno della Sicilia, ad alta quota e con neve. Ciò fino all'arrivo negli anni ottanta delle nuove D.445 provviste di presa Riscaldamento elettrico carrozze (REC) ad alta tensione.

### La trazione elettrica
Anche se con molto ritardo rispetto alla necessità, negli anni novanta, si è proceduto all'elettrificazione dell'intera tratta permettendo quindi l'uso di locomotive elettriche. Sono quindi comparse le elettromotrici ALe 582 per i treni locali e pendolari affiancando i treni di materiale ordinario effettuati il più delle volte con locomotive E.636 e, in seguito, locomotive del tipo 633 ed elettrotreni del tipo Minuetto.